# Copris macacus
Copris macacus är en skalbaggsart som beskrevs av Lansberge 1886. Copris macacus ingår i släktet Copris och familjen bladhorningar. Inga underarter finns listade i Catalogue of Life.